# キング・アブドゥッラー・スポーツシティ・スタジアム (ジッダ)
キング・アブドゥッラー・スポーツ・シティ（阿: مدينة الملك عبدالله الرياضية）は、サウジアラビアのジッダ北部に位置する総合スポーツ施設。スタジアム名はサウジアラビアの国王であった、アブドゥッラー・ビン・アブドゥルアズィーズから。
2014年5月1日に完成し、約6万人収容可能。
2018年にはWWEのイベントグレイテスト・ロイヤルランブルが開催 。史上最大50人によるロイヤルランブル方式を実施。今後10年間はサウジアラビアスポーツ局と連携し、経済改革を推進する「ビジョン2030」を展開予定。2019年には伊スーペルコッパが開催。2020年（2019年度）西スーペルコパ決勝も開催。
2023年にはFIFAクラブワールドカップの決勝戦を含めた5試合が同スタジアムで行われた。
なお、ブライダにも同名のスタジアムがあるが、別の施設。